# Samba Guéladio Diégui
Le prince Samba Guéladio Diégui (ou Samba Guéladiégui) est le héros d'une épopée peule du Fouta Toro. Il est originaire du village de Diowol au Sénégal que l'on appelle aussi Diowol Worgo par opposition à Diowol Réo qui se situe en Mauritanie. Le village de Diowol qui compte moins d'un millier d'habitants fait partie des 38 villages de la communauté rurale de Bokidiawé qui couvre une superficie de 595,7 km² et qui est la plus peuplée de la région de Matam.

## Épopée
Cette geste figure notamment dans l'Anthologie nègre publiée par Blaise Cendrars en 1921.
L'épopée Samba Gueladio est inscrite sur la liste représentative du patrimoine culturel immatériel de l'humanité par l'UNESCO en 2024 à l'initiative de la Mauritanie.